# David Roberts (Maler)

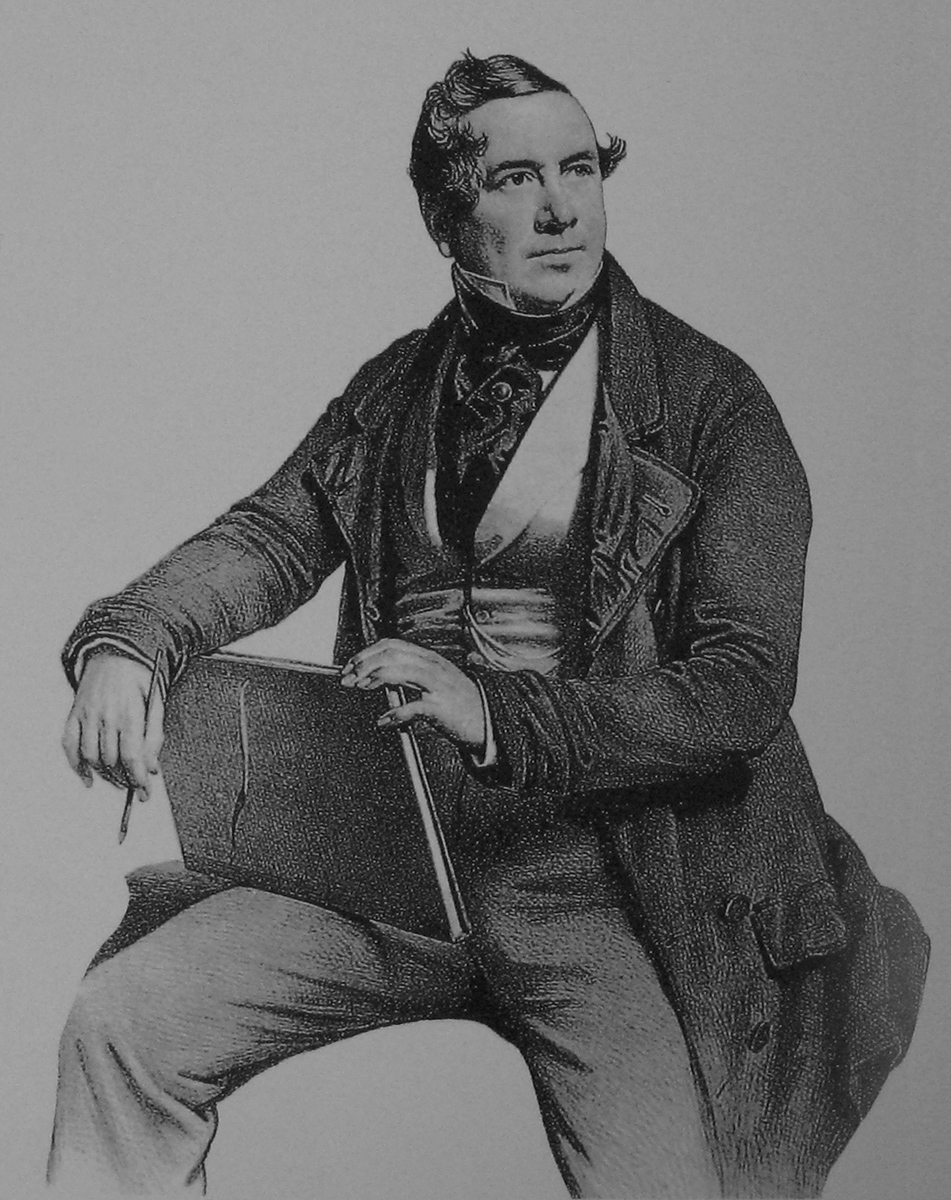
David Roberts; Porträt, erschienen in der ersten Ausgabe von „Egypt & Nubia“, 1842

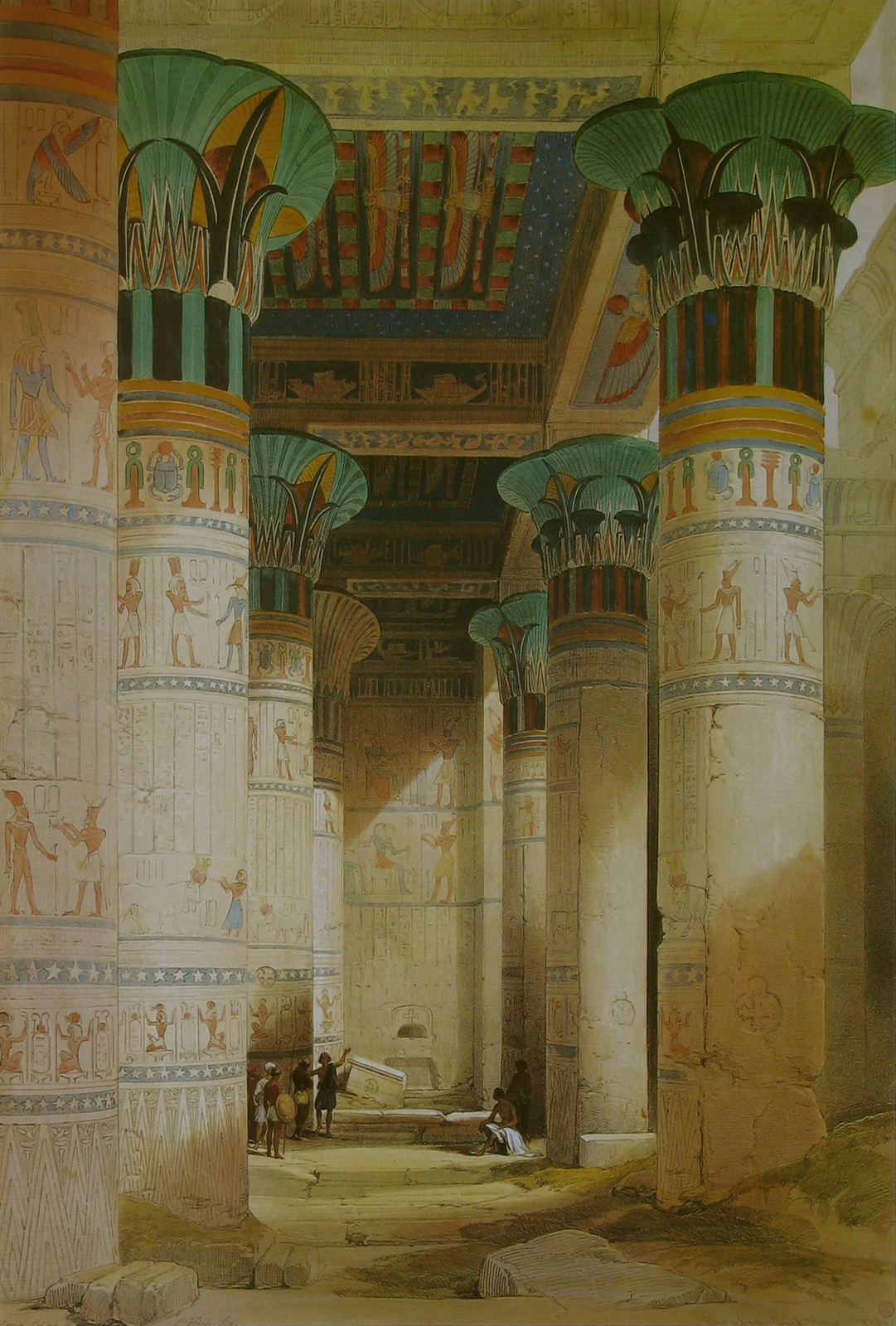
Isis-Tempel auf der Insel Philae

David Roberts RA (* 2. Oktober 1796 in Stockbridge bei Edinburgh; † 25. November 1864 in London) gilt als einer der bedeutendsten Vedutenmaler des 19. Jahrhunderts. Thematisch ist sein Werk teilweise dem Orientalismus zuzuordnen.

## Biografie
David Roberts stammte aus bescheidenen Verhältnissen. Seine Begabung zeigte sich schon sehr früh, jedoch war es seinem Vater, einem Schuster, finanziell nicht möglich, ihn auf eine Schule zu schicken. Bereits im Alter von acht Jahren verdiente er Geld, indem er Oberflächen mit Imitationen von Marmor und Holz bemalte (→Stuckmarmor); mit elf oder zwölf Jahren fing er an, seine Umgebung in Zeichnungen festzuhalten.
Die Grundzüge des Zeichnens wurden ihm wahrscheinlich von Gale Beugo, einem Dekorateur aus der Nachbarschaft, beigebracht, bei dem Roberts sieben Jahre lang als Lehrling arbeitete. 1815 zog Roberts nach Perth, wo er seine erste bezahlte Anstellung als Dekorateur fand. Ein Jahr später kehrte er nach Edinburgh zurück und wurde Assistent des Bühnenbildners an einer zweitklassigen Wanderbühne, dem „Pantheon“. Im Jahr 1819 bekam er eine Anstellung als offizieller Bühnenbildmaler am Royal Theatre in Glasgow und Edinburgh und heiratete 1820 die schottische Schauspielerin Margaret McLachlan. Die Ehe währte nur kurz; Roberts’ einzige Tochter Christine kam 1821 zu Welt.
Inzwischen war Roberts so bekannt geworden, dass er 1821 zusammen mit Clarkson Stanfield, mit dem ihn schnell eine sehr freundschaftliche Rivalität verband, als Dekorationsmaler am Drury Lane Theatre in London verpflichtet wurde. Sein erstes Ölgemälde, eine Ansicht der Abtei von Dryburgh, wurde 1824 ausgestellt; zwei Jahre später arbeitete er im Covent Garden. Mit dem Ölbild Das Innere der Kathedrale zu Rouen wurde Roberts 1826 erstmals weiten Kreisen bekannt. Das Bild fand viel Zustimmung, und Roberts entschloss sich 1830, zukünftig als Studiomaler zu arbeiten und sich dem Studium der Malerei zu widmen. Sein Engagement in der Royal Society of British Artists führte dazu, dass er 1831 zum Präsidenten der Gesellschaft gewählt wurde. Trotz der zunehmenden Zahl privater Aufträge fand Roberts ab 1831 noch Gelegenheit zu Reisen nach Frankreich, Deutschland und den Niederlanden. Die mitgebrachten Ansichten erschienen teils als Illustrationen zu Reisebüchern, teils als selbständige Bildwerke, zu denen nachträglich Texte und Erläuterungen geschrieben wurden. Auch in Schottland selbst unternahm er in dieser Zeit viele Besichtigungen. Die daraus resultierenden Arbeiten wurden als Kupferstiche veröffentlicht, aber leider nur einmal aufgelegt.

## Orient-Reise

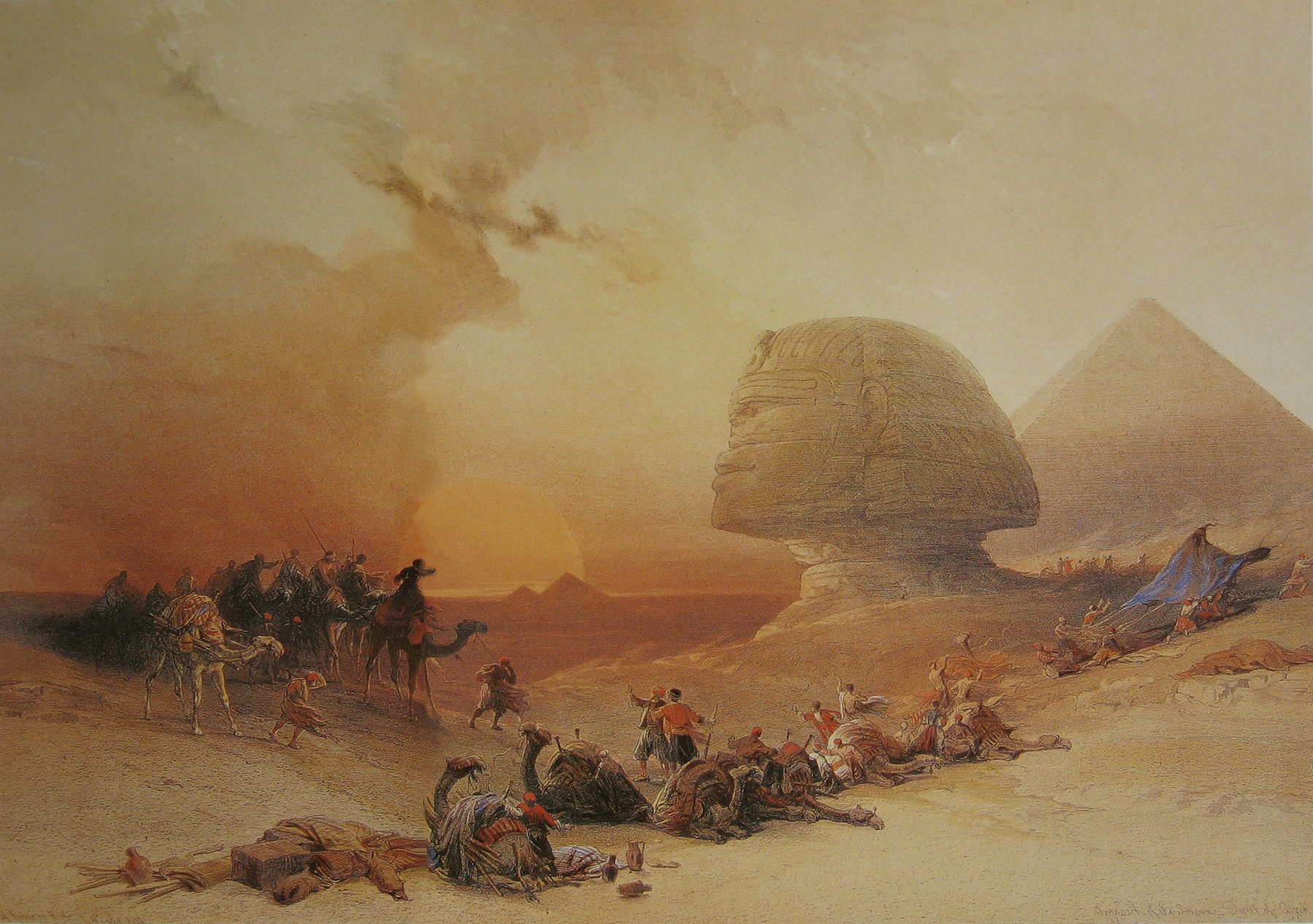
Herannahender Sandsturm in Giseh

1832 reiste Roberts auf Anraten eines Freundes nach Spanien, wo er fast alle großen Städte kennenlernte und eine Vielzahl von Ruinen und Baudenkmälern zeichnete. 1837 erschien eine Auswahl dieser Veduten unter dem Titel Picturesque Sketches of Spain. Diese Veröffentlichung machte ihn zwar nicht reich, weil ihn sein Verleger betrogen hatte, war aber Basis für sein dauerhaftes internationales Ansehen und verschaffte ihm die Bekanntschaft mit dem begabten belgischen Graveur Louis Haghe.

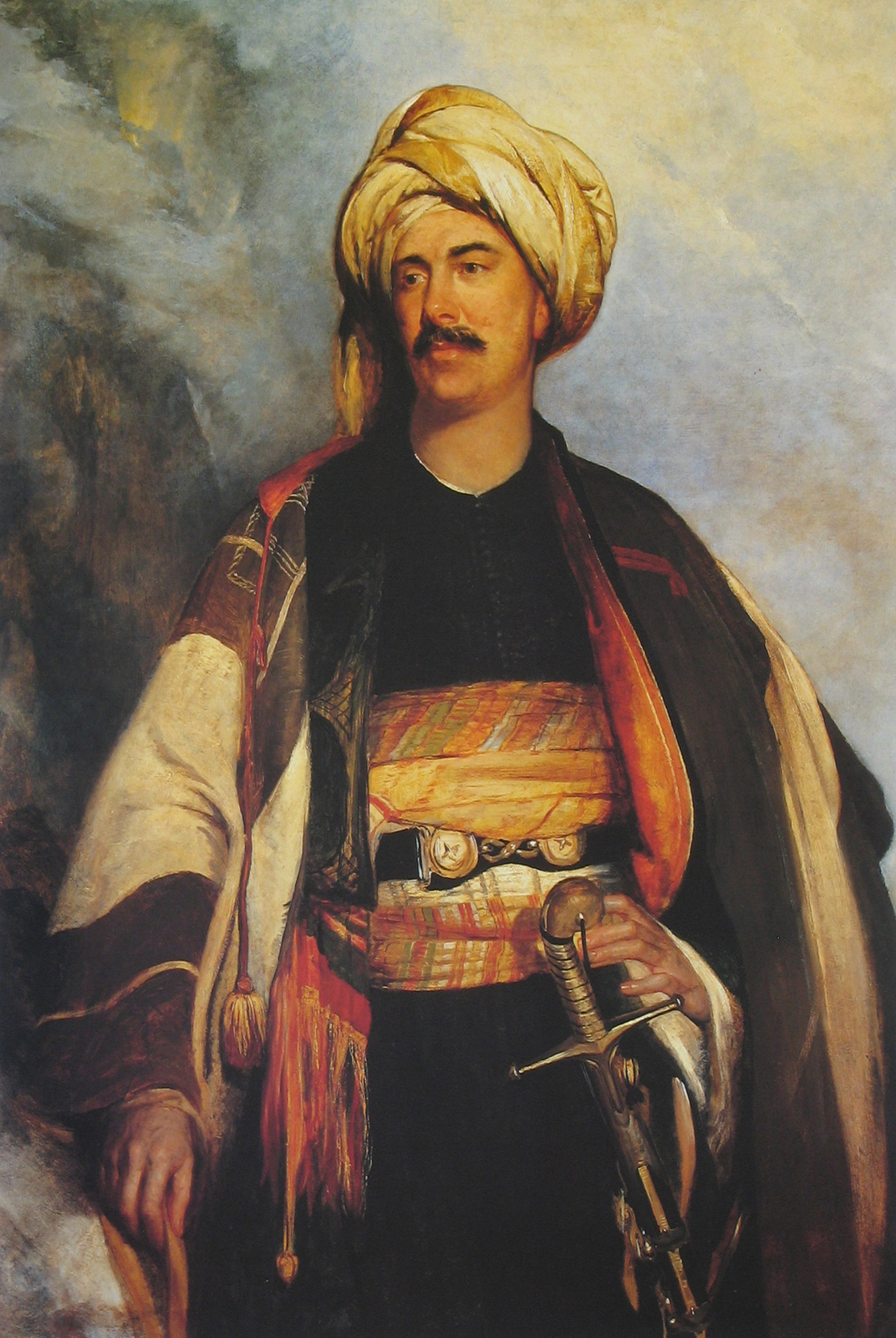
David Roberts mit seinen orientalischen Souvenirs; Robert Scott Lauder, 1840

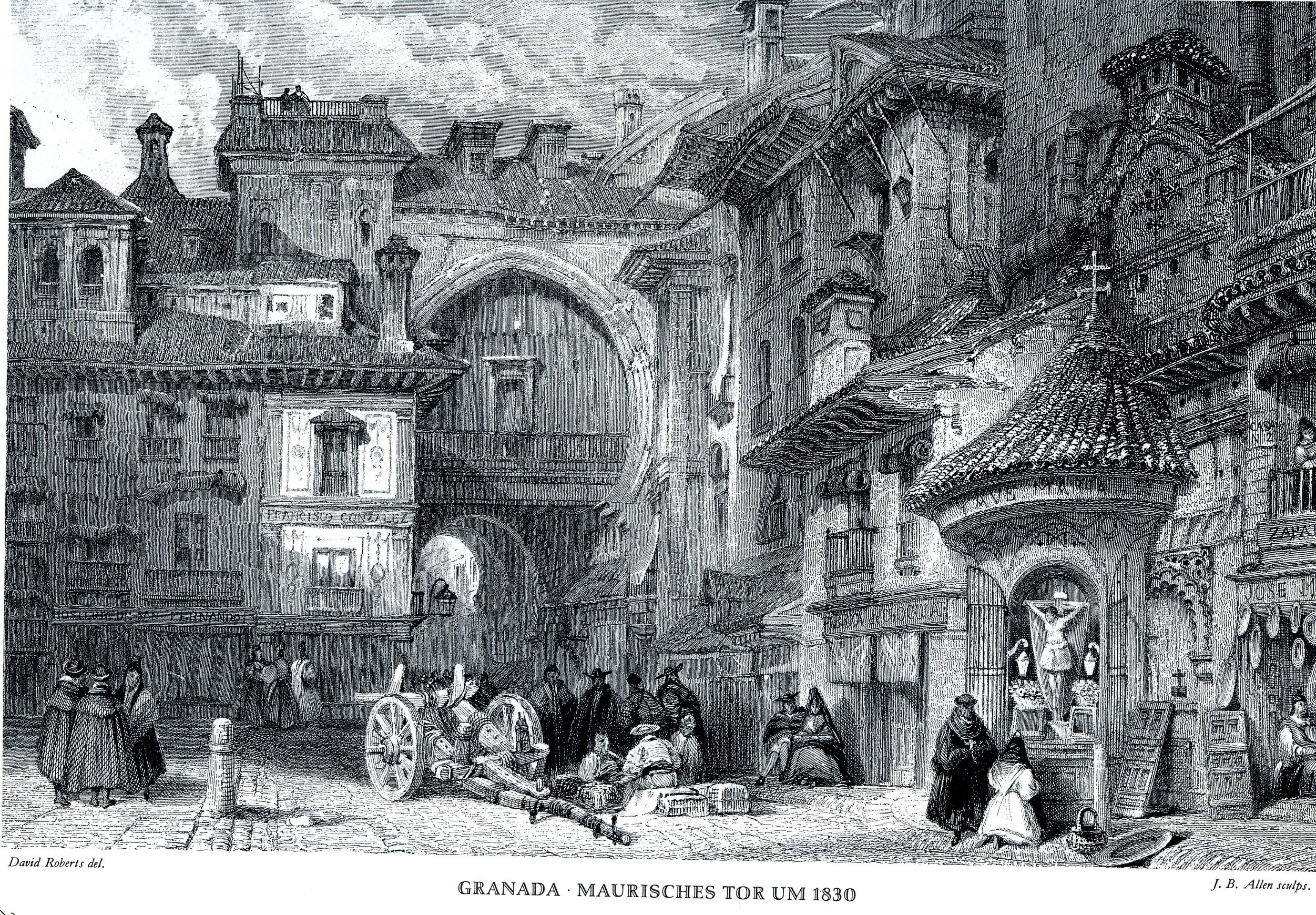
Granada - Maurisches Tor (um 1830), Stich nach einer Zeichnung von D. Roberts

Roberts zweijähriger Aufenthalt in Spanien, der ihn bis nach Tanger geführt hatte, verstärkte offensichtlich sein latentes Interesse am Orient. Jedenfalls trat er nach längeren Vorbereitungen im August 1838 die Reise nach Ägypten an, die ihn über seinen Tod hinaus berühmt machen sollte. Drei Monate lang war Roberts auf einem gemieteten Schiff auf dem Nil bis nach Nubien und Abu Simbel unterwegs und besuchte alle bedeutenden archäologischen Stätten. Es gelang ihm sogar, als erster Europäer das Innere einer Moschee zu betreten und zu zeichnen. Im weiteren Verlauf seiner Reise nach Jerusalem, und von da aus in den Libanon, befiel ihn in Baalbek ein hartnäckiges Fieber, das eine Weiterreise verhinderte. Schließlich trat Roberts am 13. Mai 1839 von Beirut aus die Heimreise an.
Nachdem Roberts den Verleger Francis Graham Moon gefunden hatte, erschienen alle 247 vom belgischen Graveur Louis Haghe geschaffenen Lithografien der Orient-Reise zwischen 1842 und 1849 in sechs Bänden in London. 1841 wurde Roberts Vollmitglied der Royal Academy und nahm seine Reisetätigkeit wieder auf. David Roberts starb im Alter von 68 Jahren am 25. November 1864 in London und wurde auf dem Friedhof von Norwood beigesetzt.

## Auslandsaufenthalte
1824–1833Reise durch Europa
- 1824 ff.: Belgien
- 1824 ff.: Deutschland – z. B. Pilgrims of the Rhine
- 1824 ff.: Niederlande
- 1831: Frankreich
- 1832–1833: Spanien – Madrid, Granada, Córdoba, Gibraltar, Sevilla; z. B. Picturesque Sketches of Spain
- 1832 f.: Marokko

1838–1839Reise durch den Nahen Osten
- August 1838 bis Februar 1839: Ägypten – Alexandria, Kairo, Reise entlang des Nils bis Nubien und Abu Simbel; Befestigungsanlage von Ibrim, Tempel von Wadi Maharraka und Wadi Dabod, Tempel von Dakke, Felsentempel von Gyrshe, Tempel von Kalabscha, Wadi Kardassy, Insel Philae, Tempel von Karnak und Luxor, Tempel von Kom Ombo, den Tempel von Edfu, Tempel von Esna.

- Februar bis Mai 1839: Sinai-Halbinsel, Palästina, Küsten des Libanon – Berg Sinai, Katharinenkloster, Golf von Akaba, Petra, Berg Hor, Wadi Araba, Ruinen von Semua, Hebron, Beth Gebrin (ehem. Eleutheropolis), Gaza, Askelon, Ashdod, Jaffa, Lod, Jerusalem, Jericho, Jordan, Totes Meer, Baalbek (ehem. Heliopolis), Nablus, Nazaret, Berg Tabor, Kana in Galiläa, See Gennesaret (See von Tiberias).

1853–1854Reise durch Europa
- 1853 f.: Rom, Neapel

## Werke (Auswahl)
Bilder
- Das hohe Chor der St. Paulskirche zu Antwerpen. Vernon-Galerie, London
- Das Innere der Kathedrale zu Burgos. Vernon-Galerie, London
- Aboo Simbel
- Temple Karnak Column Hall

Bücher
- Picturesque sketches in Spain. Taken during thew years 1832 & 1833. Hodgson & Graves, London 1835/36.
- The Holy Land, Syria, Idumea, Arabia, Egypt and Nubia. Studio Edition, London 1993, ISBN 1-85170-260-1 (Nachdr. d. Ausg. London 1842/49).
- Egypt and Nubia. Moon Publ., London 1856 (6 Bde.).
- Cities in the north of Africa. London 1852.
- Ägypten und das heilige Land. Florenz 2000, ISBN 88-476-0724-8.

## Literatur

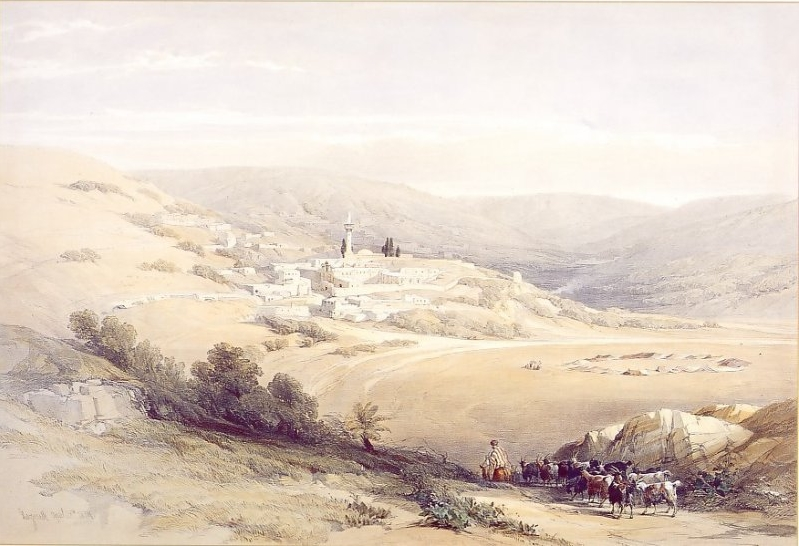
Nazaret (1842)